# Nelson Rodríguez
Nelson "Cacaíto" Rodríguez Serna (Manizales, 16 de noviembre de 1965) fue un ciclista colombiano, profesional entre los años 1989 y 1997.
En 1988 participa en los Juegos Olímpicos de Seúl.
Era un ciclista de baja estatura, muy combativo y hábil en las etapas de montaña. En 1994, consiguió vencer en la decimoséptima etapa del Tour de Francia, con final en Val Thorens, tras marchar escapado durante parte de la misma junto a Piotr Ugrumov.
Su mejor resultado en una Gran Vuelta lo logró en el Giro de Italia 1994, al terminar sexto en la clasificación general. En el Tour, fue decimosexto en 1994.

## Palmarés
1987
- Tour de Martinica

1988
- 1 etapa de la Vuelta a Colombia

1992
- 1 etapa de la Vuelta al Táchira

1993
- 1 etapa de la Vuelta al Táchira

1994
- 1 etapa del Tour de Francia

## Resultados en Grandes Vueltas
| Carrera | Carrera         | 1989 | 1990 | 1991 | 1992 | 1993  | 1994 | 1995 | 1996 | 1997 |
| ------- | --------------- | ---- | ---- | ---- | ---- | ----- | ---- | ---- | ---- | ---- |
|         | Giro de Italia  | —    | —    | 12.º | 24.º | 20.º  | 6.º  | 16.º | 24.º | —    |
|         | Tour de Francia | —    | 32.º | —    | —    | 100.º | 16.º | Ab.  | —    | —    |
|         | Vuelta a España | —    | —    | —    | —    | —     | —    | —    | —    | —    |

—: No participa

Ab.: Abandona

X: No se disputó

## Equipos
- Kelme (1989-1990)
- Pony Malta (1991)
- ZG Mobili (1992-1995)
- Gaseosas Glacial (1996)

- Datos: Q2696527